# مسابقات تکواندو قهرمانی آسیا ۲۰۰۰
مسابقات تکواندو قهرمانی آسیا ۲۰۰۰، چهاردهمین دوره مسابقات تکواندو قهرمانی آسیا بود که از ۱۳ تا ۱۶ مه ۲۰۰۰، در هنگ کنگ برگزار شد.

## خلاصه مدال‌ها

### مردان
| رویداد               | طلا                         | نقره                         | برنز                                  |
| Finweight −۵۴ ک‌گ     | Min Byeong-seok · کرهٔ جنوبی | Tshomlee Go · فیلیپین        | علی رامشگر · ایران                    |
| Finweight −۵۴ ک‌گ     | Min Byeong-seok · کرهٔ جنوبی | Tshomlee Go · فیلیپین        | Takeshi Sannomiya · ژاپن              |
| Flyweight −۵۸ ک‌گ     | Kim Dae-ryung · کرهٔ جنوبی   | Huang Ching-feng · تایوان    | Satriyo Rahadhani · اندونزی           |
| Flyweight −۵۸ ک‌گ     | Kim Dae-ryung · کرهٔ جنوبی   | Huang Ching-feng · تایوان    | Kiyoteru Higuchi · ژاپن               |
| Bantamweight −۶۲ ک‌گ  | Kang Nam-won · کرهٔ جنوبی    | Yoshimasa Aihara · ژاپن      | Rodolfo Abratique · فیلیپین           |
| Bantamweight −۶۲ ک‌گ  | Kang Nam-won · کرهٔ جنوبی    | Yoshimasa Aihara · ژاپن      | Thamer Al-Mershad · کویت              |
| Featherweight −۶۷ ک‌گ | Lee Won-jae · کرهٔ جنوبی     | وحید عبداللهی · ایران        | Abdulmanam Al-Khawahr · عربستان سعودی |
| Featherweight −۶۷ ک‌گ | Lee Won-jae · کرهٔ جنوبی     | وحید عبداللهی · ایران        | Jefferthom Go · فیلیپین               |
| Lightweight −۷۲ ک‌گ   | Yoo Yong-jin · کرهٔ جنوبی    | Hsu Feng-chih · تایوان       | فریبرز عسکری · ایران                  |
| Lightweight −۷۲ ک‌گ   | Yoo Yong-jin · کرهٔ جنوبی    | Hsu Feng-chih · تایوان       | Alvin Taraya · فیلیپین                |
| Welterweight −۷۸ ک‌گ  | Oh Seon-taek · کرهٔ جنوبی    | Donald Geisler · فیلیپین     | Kao Ming-chien · تایوان               |
| Welterweight −۷۸ ک‌گ  | Oh Seon-taek · کرهٔ جنوبی    | Donald Geisler · فیلیپین     | Leung Chun Lun · هنگ کنگ              |
| Middleweight −۸۴ ک‌گ  | Park Cheon-deok · کرهٔ جنوبی | Alessandro Lubiano · فیلیپین | Zhu Feng · چین                        |
| Middleweight −۸۴ ک‌گ  | Park Cheon-deok · کرهٔ جنوبی | Alessandro Lubiano · فیلیپین | Adilkhan Sagindykov · قزاقستان        |
| Heavyweight +۸۴ ک‌گ   | مون دای سونگ · کرهٔ جنوبی    | Nguyễn Văn Hùng · ویتنام     | Abdulqader Al-Adhami · قطر            |
| Heavyweight +۸۴ ک‌گ   | مون دای سونگ · کرهٔ جنوبی    | Nguyễn Văn Hùng · ویتنام     | Kwa Boon Aik · برونئی                 |

### زنان
| رویداد               | طلا                        | نقره                       | برنز                           |
| Finweight −۴۷ ک‌گ     | Joo Hye-won · کرهٔ جنوبی    | Yeh Chiao-ling · تایوان    | Nguyễn Thị Huyền Diệu · ویتنام |
| Finweight −۴۷ ک‌گ     | Joo Hye-won · کرهٔ جنوبی    | Yeh Chiao-ling · تایوان    | Rahadewi Neta · اندونزی        |
| Flyweight −۵۱ ک‌گ     | Wu Yen-ni · تایوان         | Shim Hye-young · کرهٔ جنوبی | Elaine Teo · مالزی             |
| Flyweight −۵۱ ک‌گ     | Wu Yen-ni · تایوان         | Shim Hye-young · کرهٔ جنوبی | Sangina Baidya · نپال          |
| Bantamweight −۵۵ ک‌گ  | Jung Mi-na · کرهٔ جنوبی     | Kalindi Tamayo · فیلیپین   | Renuka Magar · نپال            |
| Bantamweight −۵۵ ک‌گ  | Jung Mi-na · کرهٔ جنوبی     | Kalindi Tamayo · فیلیپین   | Minako Hatakeyama · ژاپن       |
| Featherweight −۵۹ ک‌گ | جانگ جی-وون · کرهٔ جنوبی    | Wang Su · چین              | Soo Lai Yin · مالزی            |
| Featherweight −۵۹ ک‌گ | جانگ جی-وون · کرهٔ جنوبی    | Wang Su · چین              | Jasmin Strachan · فیلیپین      |
| Lightweight −۶۳ ک‌گ   | Cho Hyang-mi · کرهٔ جنوبی   | Zhang Huijing · چین        | Rosslyn Faulkner · استرالیا    |
| Lightweight −۶۳ ک‌گ   | Cho Hyang-mi · کرهٔ جنوبی   | Zhang Huijing · چین        | Chang Shu-yuan · تایوان        |
| Welterweight −۶۷ ک‌گ  | He Lumin · چین             | Camela Albino · فیلیپین    | Chang Yi-tzu · تایوان          |
| Welterweight −۶۷ ک‌گ  | He Lumin · چین             | Camela Albino · فیلیپین    | Jung Jin-young · کرهٔ جنوبی     |
| Middleweight −۷۲ ک‌گ  | Kim Yoon-kyung · کرهٔ جنوبی | Tsai Pei-shan · تایوان     | Alaa Kutkut · اردن             |
| Middleweight −۷۲ ک‌گ  | Kim Yoon-kyung · کرهٔ جنوبی | Tsai Pei-shan · تایوان     | Margarita Bonifacio · فیلیپین  |
| Heavyweight +۷۲ ک‌گ   | چن ژونگ · چین              | Sin Kyung-hyen · کرهٔ جنوبی | Fong Yee Min · سنگاپور         |
| Heavyweight +۷۲ ک‌گ   | چن ژونگ · چین              | Sin Kyung-hyen · کرهٔ جنوبی | Sally Solis · فیلیپین          |

## جدول مدال‌ها
| رتبه            | کشور            | طلا | نقره | برنز | مجموع |
| --------------- | --------------- | --- | ---- | ---- | ----- |
| ۱               | کرهٔ جنوبی       | ۱۳  | ۲    | ۱    | ۱۶    |
| ۲               | چین             | ۲   | ۲    | ۱    | ۵     |
| ۳               | تایوان          | ۱   | ۴    | ۳    | ۸     |
| ۴               | فیلیپین         | ۰   | ۵    | ۶    | ۱۱    |
| ۵               | ژاپن            | ۰   | ۱    | ۳    | ۴     |
| ۶               | ایران           | ۰   | ۱    | ۲    | ۳     |
| ۷               | ویتنام          | ۰   | ۱    | ۱    | ۲     |
| ۸               | اندونزی         | ۰   | ۰    | ۲    | ۲     |
| ۸               | مالزی           | ۰   | ۰    | ۲    | ۲     |
| ۸               | نپال            | ۰   | ۰    | ۲    | ۲     |
| ۱۱              | اردن            | ۰   | ۰    | ۱    | ۱     |
| ۱۱              | استرالیا        | ۰   | ۰    | ۱    | ۱     |
| ۱۱              | برونئی          | ۰   | ۰    | ۱    | ۱     |
| ۱۱              | سنگاپور         | ۰   | ۰    | ۱    | ۱     |
| ۱۱              | عربستان سعودی   | ۰   | ۰    | ۱    | ۱     |
| ۱۱              | قزاقستان        | ۰   | ۰    | ۱    | ۱     |
| ۱۱              | قطر             | ۰   | ۰    | ۱    | ۱     |
| ۱۱              | هنگ کنگ         | ۰   | ۰    | ۱    | ۱     |
| ۱۱              | کویت            | ۰   | ۰    | ۱    | ۱     |
| مجموع (۱۹ کشور) | مجموع (۱۹ کشور) | ۱۶  | ۱۶   | ۳۲   | ۶۴    |